# Jean Jourlin

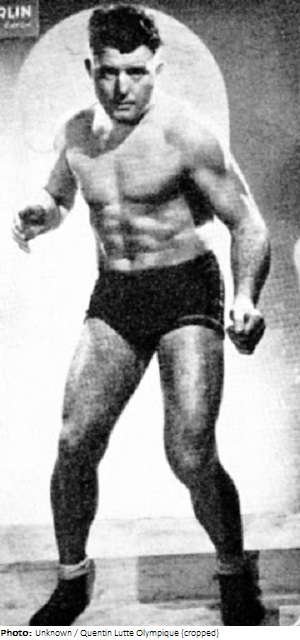
Jean Jourlin

Jean Jourlin (* 1. Dezember 1904 in Tarare, Département Rhône; † 20. Oktober 1979 in Bry-sur-Marne) war ein französischer Ringer. Er war Europameister 1933 im freien Stil im Mittelgewicht.

## Werdegang
Jean Jourlin entwickelte sich Anfang der 1920er Jahre zu einem französischen Spitzenringer. Er startete im nationalen Rahmen sowohl im freien als auch im griechisch-römischen Stil. Seine internationalen Erfolge erzielte er aber fast ausschließlich im freien Stil.
Seine erste französische Meisterschaft errang er 1926 im griech.-röm. Stil. Im freien Stil errang er seine erste französische Meisterschaft im Jahre 1927. Bis zum Ende seiner Laufbahn gewann er insgesamt 15 französische Meistertitel in beiden Stilarten. Er war dabei in vier verschiedenen Gewichtsklassen, vom Leichtgewicht bis zum Halbschwergewicht, erfolgreich.
Im Jahre 1927 startete er erstmals bei einer internationalen Meisterschaft, der Europameisterschaft in Budapest. Diese Meisterschaft wurde im griech.-röm. Stil ausgetragen und Jean Jourlin kam dort im Mittelgewicht mit einem Sieg und zwei Niederlagen auf den 6. Platz. Im Jahre 1928 nahm er an den Olympischen Spielen in Amsterdam teil. Im Weltergewicht gelangen ihm dort im freien Stil zwei Siege, gegen die drei Erstplatzierten dieses olympischen Turnieres, Lloyd Appleton aus den Vereinigten Staaten, Maurice Letchford aus Kanada und Arvo Haavisto aus Finnland verlor er aber und kam damit auf den 4. Platz.
Seit dem Jahre 1929 werden Europameisterschaften im freien Stil ausgetragen. Jean Jourlin startete 1930 in Brüssel erstmals bei einer solchen Europameisterschaft. Im Weltergewicht gewann er dabei gegen Algot Malmberg aus Schweden und unterlag gegen Hyacinthe Roosen aus Belgien, womit er wie in Budapest den 6. Platz erreichte.
An den Olympischen Spielen 1932 in Los Angeles nahm nur eine kleine französische Mannschaft teil. Es starteten dabei in beiden Stilarten nur fünf französische Ringer. Jean Jourlin war nicht dabei. Dafür gelang ihm im Jahre 1933 bei der Europameisterschaft in Paris der größte Erfolg seiner Laufbahn, denn er wurde im Mittelgewicht mit Siegen über Ernst Krebs aus der Schweiz, Rene Vanderveeken aus Belgien und Stanley Bissell aus Großbritannien Europameister.
Bei der Europameisterschaft 1934 in Stockholm verlor er gegen Elis Wecksten aus Finnland und Ivar Johansson (Ringer) aus Schweden und landete auf dem 4. Platz bei nur fünf Teilnehmern. Im Jahre 1936 nahm er in Berlin zum zweiten Mal an Olympischen Spielen teil. Ihm gelang dabei im Weltergewicht ein Überraschungssieg über den Deutschen Josef Paar, den er damit aus dem Wettbewerb warf. Durch eine Niederlage gegen den Schweden Ture Andersson musste aber auch er ausscheiden und verpasste mit dem 4. Platz knapp eine olympische Medaille.
Im Jahre 1937 nahm er in Paris auch an der Europameisterschaft im griech.-röm. Stil teil. Er startete dort im Weltergewicht und kam zu einem Sieg über Walter Massop aus den Niederlanden, während er gegen Edgar Puusepp aus Estland und Fritz Schäfer aus Deutschland verlor. Er belegte damit wieder einmal den 4. Platz. Bei der Europameisterschaft im freien Stil 1937 in München nahm er dann letztmals an einer internationalen Meisterschaft teil. Er hatte dabei im Mittelgewicht großes Pech, denn nach einem Sieg über den starken Schweizer Paul Dätwyler musste er verletzt aufgeben.
Jean Jourlin rang auf nationaler Ebene noch bis 1945 und gewann in diesem Jahr sogar noch einmal die französischen Meistertitel in beiden Stilarten. Ab 1946 betätigte er sich bis Ende der 1950er Jahre hauptsächlich in Frankreich und in England als Berufsringer (Catcher).

## Internationale Erfolge
(OS = Olympische Spiele, EM = Europameisterschaft, F = freier Stil, GR = griechisch-römischer Stil, Le = Leichtgewicht, We = Weltergewicht, Mi = Mittelgewicht, Hs = Halbschwergewicht, KG = Körpergewicht)
- 1927, 6. Platz, EM in Budapest, GR, Mi (- 75 kg KG), mit einem Sieg über Franz Oppolzer, Österreich u. Niederlagen gegen Ragnar Bohm, Schweden u. Frantisek Hala, Tschechoslowakei;

- 1928, 4. Platz, OS in Amsterdam, F, We (- 72 kg KG), mit Siegen über Fritz Käsermann, Schweiz u. T. Morris, Australien u. Niederlagen gegen Lloyd Appleton, USA, Maurice Letchford, Kanada u. Arvo Haavisto, Finnland;

- 1930, 6. Platz, EM in Brüssel, F, We (- 72 kg KG), mit einem Sieg über Algot Malmberg, Schweden u. einer Niederlage gegen Hyacinthe Roosen, Belgien;

- 1933, 1. Platz, EM in Paris, F, Mi (- 79 klg KG), mit Siegen über Rene Vanderveeken, Belgien, Ernst Krebs, Schweiz u. Stanley Bissell, Großbritannien;

- 1934, 1. Platz, Turnier in München, F, Mi (- 79 kg KG), vor Fritz Neuhaus, Deutschland u. Pelikan, Tschechoslowakei;

- 1934, 4. Platz, EM in Stockholm, F, Mi (- 79 kg KG), nach Niederlagen gegen Elis Wecksten, Finnland u. Ivar Johansson (Ringer), Schweden;

- 1936, 4. Platz, OS in Berlin, F, We (- 72 kg KG), mit Siegen über Shoichi Masuto, Japan, Hüseyin Ercetin, Türkei u. Josef Paar, Deutschland u. einer Niederlage gegen Thure Andersson, Schweden;

- 1937, 4. Platz, EM in Paris, GR, We (- 72 kg KG), mit einem Sieg über Walter Massop, Niederlande u. Niederlagen gegen Edgar Puusepp, Estland u. Fritz Schäfer, Deutschland;

- 1937, unpl., EM in München, F, Mi (- 79 kg KG), Aufgabe wegen Verletzung nach einem Sieg über Paul Dätwyler, Schweiz

## Französische Meisterschaften
- Griechisch-römischer Stil: 1926 (im Le), 1931, 1932, 1936, 1937 (jeweils im Mi), 1943 (im We) und 1945 (im Hs)
- Freier Stil: 1927, 1928 (jeweils im Mi), 1929, 1930 (jeweils im We), 1931, 1934 (jeweils im Mi), 1943 (im We) u. 1945 (im Hs)